# Special Generation
- スッペシャル　ジェネレ～ション (tên dịch ra tiếng Anh là Special Generation, không có phiên âm Romaji) là Single thứ sáu của nhóm Berryz Koubou thuộc Hello! Project, và cũng là Single đầu tiên của họ trong năm 2005. Nó được phát hành vào ngày 30, tháng 3, năm 2005 với nhãn hiệu PICCOLO TOWN và số Catalog PKCP-5045. Kèm theo Hello! Project Photo Card số 0127.
- Một bản DVD Single V đã được phát hành vào ngày 20, tháng 4, năm 2005 với cùng nhãn hiệu và số Catalog PKBP-5029. Kèm theo Hello! Project Photo Card số 0134. Nó rất quen thuộc trong những buổi trình diễn của Berryz Koubou và Hello! Project, và luôn xuất hiện trong những buổi trình diễn sau khi DVD được phát hành.
- Special Generation là Single luôn chiếm vị trí đầu bảng doanh thu của Berryz Koubou trong suốt 2 năm, cho đến khi nó bị Single thứ mười bốn, Kokuhaku no Funsui Hiroba, qua mặt vào giữa năm 2007, và sau đó lại bị qua mặt bởi bài Tsukiatteru no ni Kataomoi ở gần cuối năm 2007.

## Credit
- Sáng tác lời: Tsunku
- Dàn dựng: Magaino Kouji

## Danh sách bài hát trên CD
1. スッペシャル ジェネレ～ション (Special Generation)
2. 恋してる時はいつも… (Romanji: Koishiteru Toki wa Itsumo...)
3. スッペシャル ジェネレ～ション (Instrumental) (Special Generation (Bản nhạc khí))

## Danh sách bài hát trên Single V
1. スッペシャル ジェネレ～ション (Special Generation)
2. スッペシャル ジェネレ～ション (Dance Shot Ver.) (Special Generation (Bản vũ đạo))
3. メイキング映像 (Quá trình dàn dựng)

## Những buổi biểu diễn trên truyền hình
- Ngày 21, tháng 03, năm 2005 Oha Star
- Ngày 27, tháng 03, năm 2005 Hello! Morning
- Ngày 08, tháng 04, năm 2005 Music Fighter

## Những buổi biểu diễn phối hợp
- Berryz Koubou Live Tour 2005 Shoka Hatsu Tandoku ~Marugoto~
- Hello! Project 2005 Natsu no Kayou Show -'05 Selection! Collection!- - Kamei Eri, Kusumi Koharu, Ayaka, Miuna, Miyoshi Erika, Umeda Erika, Yajima Maimi, Hagiwara Mai
- 2005nen Natsu W & Berryz Koubou Concert Tour "HIGH SCORE!"
- Berryz Koubou Live Tour 2005 Aki ~Switch ON!~
- Hello! Project 2006 Winter ~Wonderful Hearts~
- Berryz Koubou Concert Tour 2006 Haru ~Nyoki Nyoki Champion!~
- Hello! Project 2006 Summer ~Wonderful Hearts Land~ - Yoshizawa Hitomi, Kamei Eri, Michishige Sayumi, Kusumi Koharu, v-u-den
- Berryz Koubou Summer Concert Tour 2006 "Natsu Natsu! ~Anata wo Suki ni Naru Sangenzoku~"
- 2007 Sakura Mankai Berryz Koubou Live ~Kono Kandou wa Nidoto Nai Shunkan de Aru~
- Berryz Koubou Concert 2007 Haru ~Zoku Sakura Mankai Golden Week Hen~
- Dai 1 Kai Hello! Project Shinjin Kouen ~Saru no Koku~ / ~Tori no Koku~ - Hello! Pro Egg, THE Possible, Arihara Kanna, Mitsui Aika, Junjun, Linlin
- Hello! Project 2007 Summer 10th Anniversary Dai Kanshasai ~Hello☆Pro Natsu Matsuri~
- Berryz Koubou Concert Tour 2007 Natsu ~Welcome! Berryz Kyuuden~
- Hello! Project 2008 Winter ~Wonderful Hearts Nenjuu Mu Kyuu~ (cùng nhóm °C-ute)
- Hello! Project 2008 Winter ~Kettei! Hello☆Pro Award '08~
- Berryz Koubou & °C-ute Nakayoshi Battle Concert Tour 2008 Haru ~Berryz Kamen vs Cutie Ranger~ (cùng nhóm °C-ute)
- Hello! Project 2008 Summer Wonderful Hearts Kouen ~Hishochi de Date Itashima SHOW~ (cùng nhóm °C-ute)
- Berryz Koubou Concert Tour 2008 Aki ~Berikore!~

## Bảng xếp hạng và doanh thu trênOricon
| T. Hai | T. Ba | T. Tư | T. Năm | T. Sáu | T. Bảy | C. Nhật | Xếp hạng trong tuần | Lợi nhuận hàng tuần |
| ------ | ----- | ----- | ------ | ------ | ------ | ------- | ------------------- | ------------------- |
| -      | 4     | 7     | 5      | 9      | 15     | 26      | 7                   | 19.814              |
| 27     | 33    | 43    | 45     | 43     | -      | -       | 45                  | 2.868               |
| -      | -     | -     | -      | -      | -      | -       | 83                  | 1.122               |
| -      | -     | -     | -      | -      | -      | -       | 150                 | 645                 |

Tổng doanh thu: 24.449

## Liên kết khác
- Danh mục bài hát của Berryz Koubou từ UP-FRONT WORKS: CD Lưu trữ ngày 8 tháng 9 năm 2012 tại Wayback Machine, DVD Lưu trữ ngày 8 tháng 9 năm 2012 tại Wayback Machine
- Lời bài hát từ trang projecthello.com: Special Generation, Koishiteru Toki wa Itsumo...
- Dịch lời bởi Kiwi Musume: Special Generation
- Dịch lời bởi Megchan: Whenever I'm in Love... Lưu trữ ngày 28 tháng 10 năm 2008 tại Wayback Machine

### Đặt hàng tại
- CD: Amazon JP, CD Japan, Yes Asia Lưu trữ ngày 13 tháng 10 năm 2007 tại Wayback Machine
- Single V DVD: Amazon JP, CD Japan, Yes Asia[liên kết hỏng]